# Doppelmayr Cable Car
Doppelmayr Cable Car GmbH, подразделение группы Doppelmayr Garaventa, специализирующееся на создании автоматизированных систем перевозки пассажиров (АСПП) на канатной тяге, так называемых пиплмуверов .
Поезда жёстко связаны с путями, напоминают канатную дорогу, проходящую по путям. Такое решение обладает полной независимостью от погодных условий, таких как обледенение, ветер или снег. Первый подобный поезд был построен в 1999 году. С тех пор подобное решение получило известность как надёжное и масштабируемое.
В зависимости от поставленных задач возможно создание относительно коротких дорог с пропускной способностью свыше 6000 человек в час в одном направлении (pphpd), равно как и создание дорог большой протяжённости с уменьшенной пропускной способностью.